# BRIT Awards 1996
Die BRIT Awards 1996 wurden am 19. Februar 1996 im Londoner Earls Court verliehen. Die Moderation übernahm Chris Evans.

## Liveauftritte
- Alanis Morissette – Hand in My Pocket
- David Bowie  – Hallo Spaceboy (with Pet Shop Boys), Moonage Daydream & Under Pressure
- Michael Jackson – Earth Song
- Pulp – Sorted for E's & Wizz
- Simply Red – Fairground
- Take That – How Deep Is Your Love

## Gewinner und Nominierte
| British Album of the Year | British Producer of the Year |
| --- | --- |
| - Oasis – (What’s the Story) Morning Glory? - Blur – The Great Escape - Pulp – Different Class - Radiohead – The Bends - Paul Weller – Stanley Road | - Brian Eno - John Leckie - Nellee Hooper - Owen Morris & Noel Gallagher - Stephen Street |
| British Single of the Year | British Video of the Year |
| - Take That – Back for Good - Blur – Country House - Everything but the Girl – Missing - Oasis – Wonderwall - Pulp – Common People (eliminiert) - Annie Lennox – No More I Love You's - Edwyn Collins – A Girl Like You - Oasis – Roll with It - Simply Red – Fairground - Supergrass – Alright | - Oasis – Wonderwall - Blur – Country House - Pulp – Common People - Radiohead – Just - Take That – Back for Good (eliminiert) - Blur – The Universal - Massive Attack – Protection - The Rolling Stones – Like a Rolling Stone - Simply Red – Fairground - Supergrass – Alright |
| British Male Solo Artist | British Female Solo Artist |
| - Paul Weller - Edwyn Collins - Jimmy Nail - Tricky - Van Morrison | - Annie Lennox - Joan Armatrading - PJ Harvey - Shara Nelson - Vanessa-Mae |
| British Group | British Breakthrough Act |
| - Oasis - Blur - Lightning Seeds - Pulp - Radiohead | - Supergrass - Black Grape - Cast - Elastica - Tricky |
| British Dance Act | Soundtrack/Cast Recording |
| - Massive Attack - Eternal - Leftfield - M People - Tricky | - Batman Forever - Braveheart - Muriel's Wedding - Natural Born Killers - Waiting to Exhale |
| International Male Solo Artist | International Female Solo Artist |
| - Prince - Coolio - Lenny Kravitz - Meat Loaf - Neil Young | - Björk - Alanis Morissette - Celine Dion - k.d. lang - Mariah Carey |
| International Group | International Breakthrough Act |
| - Bon Jovi - Green Day - Foo Fighters - Garbage - TLC | - Alanis Morissette - Boyzone - Foo Fighters - Garbage - Tina Arena |

### Outstanding Contribution to Music
- David Bowie

### Freddie Mercury Award
- The Help Album

### Artist of a Generation
- Michael Jackson